# Massimo Scaringella
Massimo Scaringella (Roma, 23 giugno 1953) è un critico d'arte e curatore italiano.

## In Italia
Curatore d'arte contemporanea e organizzatore di eventi culturali, è stato dal 1977 al fianco di Italo Mussa ed ha iniziato a entrare in contatto con l'arte contemporanea romana (Transavanguardia, Anacronismo, "Aniconici").
Nel 1986 è stato tra i fondatori del "Centro di cultura Ausoni", diretto da Italo Mussa, presso l'ex Pastificio Cerere, per il quale ha collaborato alla realizzazione di tutte le mostre.
Dal 1991 si è dedicato alla diffusione dell'arte italiana all'estero, curando numerose mostre collettive e personali itineranti in Europa, Medio Oriente, Australia.
Dal 2000 ha lavorato nel settore "Arte contemporanea" del Ministero degli Affari Esteri ed ha contribuito alla creazione della Collezione del XX secolo alla Farnesina, esibita nel 2008 in diversi musei nel mondo.

## In Argentina
Nel 2003 si è trasferito a Buenos Aires, in Argentina, dove ha presentato artisti argentini e italiani in spazi pubblici e privati del paese (sede in Buenos Aires dell'Università di Bologna, Centro culturale Borges, Centro culturale Recoleta, Università Cattolica Argentina, Università di Buenos Aires, Museo d'Arte Moderna di Buenos Aires, Museo d'Arte Contemporanea di La Plata, CEC di Rosario, Museo di belle arti di San Juan), tra cui la mostra personale dell'italiano Omar Galliani presentata anche in Uruguay (Montevideo e Punta del Este), e quelle di Sergio Ceccotti, Fabrizio Passarella e l'italo finlandese Hannu Palosuo. Ha anche rilasciato interviste a giornali, radio e alla televisione locale.
Nel 2010 ha curato una mostra di disegni di Francis Bacon, esibiti in Buenos Aires, a Lisbona e in Santiago del Cile , e nel 2012 una mostra in omaggio alla Poesia visiva e ai 50 anni di Fluxus compresi 50 artisti nel Museo d'Arte Moderna di Buenos Aires.

## Fuori dall'Argentina
Negli stessi anni ha collaborato fuori dell'Argentina alla mostra itinerante nei paesi del Golfo Persico e dell'Asia centrale dal titolo Italian Style organizzata dal governo italiano ed è stato curatore esecutivo del concorso internazionale "Centro-periferia" organizzato da Federcultura e dedicato ai giovani artisti in Italia. Ha inoltre collaborato con articoli sull'arte contemporanea al supplemento culturale del quotidiano romano Il Tempo.
Nel 2007 è stato produttore esecutivo del film Bomarzo 2007 girato in Italia nella città omonima sull'opera lirica argentina Bomarzo di Alberto Ginastera e libretto di Manuel Mujica Lainez.
Nel 2008 ha curato per conto dell'ICE la mostra di scultura italiana contemporanea L'energia della materia a Pechino  in occasione delle Olimpiadi. È stato anche co-curatore di Focus Buenos Aires in MIart a Milano presentando 20 gallerie di Buenos Aires e nel 2012 45 artisti argentini in Art & Design Abroad Argentina nel Museo regionale di scienze naturali (Torino),.

## Pubblicazioni
- Scaringella Massimo. Palabras, imágenes y otros textos. Buenos Aires, Museo de Arte Moderno de Buenos Aires, 2012. ISBN 978-987-27159-2-2.
- Scaringella Massimo. Christian Balzano. Luci del Destino. Lucca, Carlo Colombi Editore. 2009. ISBN 978-88-6403-017-3.
- Scaringella Massimo. Hannu Palosuo. The Burning Illusion (edizione bilingue italiano/inglese). Roma-Monaco-Helsinki, Christian Maretti Editore, 2008. ISBN 978-88-89965-58-0.
- Scaringella Massimo. Il Circolo del Ministero degli Affari Esteri. Roma, Gangemi Editore, 2008. ISBN 978-88-492-1571-7.
- Scaringella Massimo. L'energia della materia (edizione bilingue italiano/inglese). Roma-Pechino, pubblicazione dell'Istituto nazionale per il Commercio Estero, 2008.
- Scaringella Massimo. Le Roux. La force de la nature. Sculptures  (edizione bilingue francese/inglese). Roma, Christian Maretti Editore, 2008. ISBN 978-88-89965-36-8.